# Norrtullsgatan
Norrtullsgatan est une rue de Stockholm, en Suède, dans le quartier de Vasastaden. 

## Situation
C'est une rue qui mène de la colline de l'Observatoire au nord-ouest de Norrtullsgatan.
Elle mesure environ 1 000 mètres de long. C'est l'une des plus anciennes rues de Vasastaden.
Norrtullsgatan, qui est une prolongation de la rue Drottninggatan, la rue de la Reine, est mentionnée dès 1677 comme « voie majeure en cours de réalisation ». En 1673, on trouve le nom de Drottninggatan et de « nouvelle Drottninggatan ». En 1681, elle prend le nom de Norra Tullportsgatan ; mais c'est seulement au début des années 1800 que la rue prend son nom actuel de Norrtullsgatan, la « rue de la porte Nord ».
August Strindberg évoque les moulins de Norrtullsgatan, où il a passé son enfance, dans sa dernière pièce, La Grand'Route (suédois Stora landsvägen).

## Galerie
| |  |  |
| Norrtullsgatan à l'intersection avec Vanadisvägen, image de gauche : vue vers le nord, image de droite : vue vers le sud, 2010 |  |  |